# 난징 조약

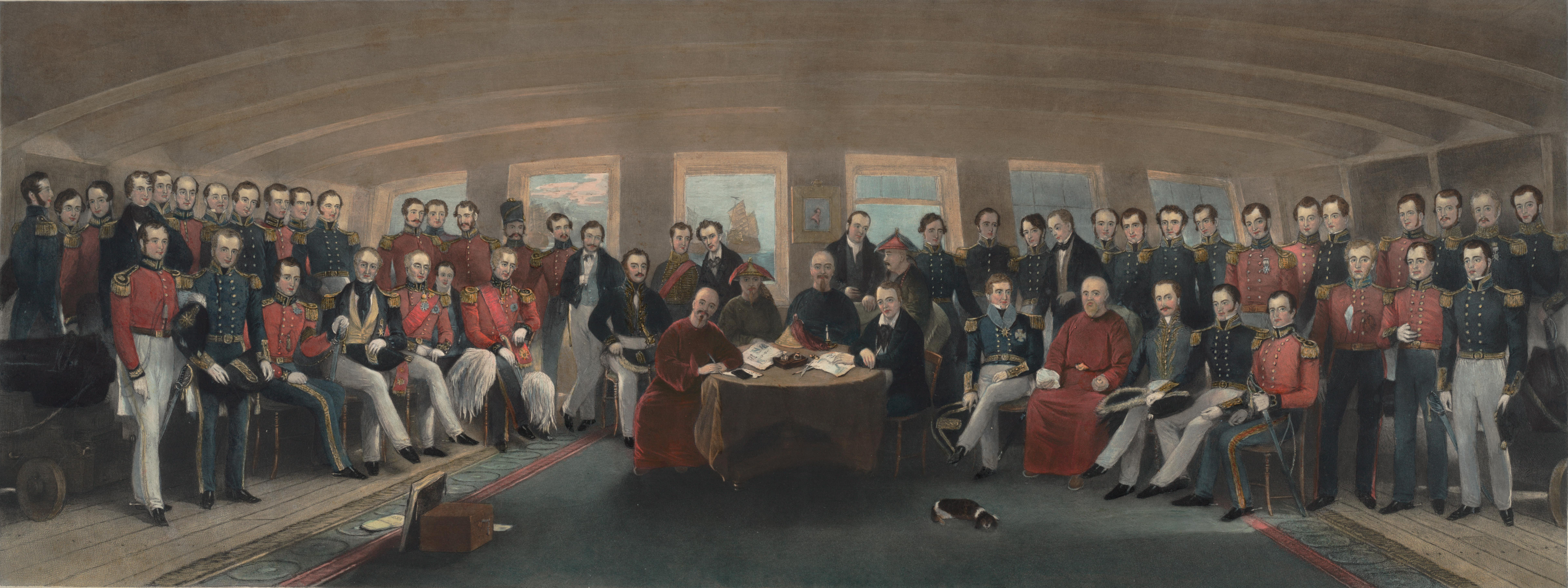
난징 조약을 체결하는 모습

난징조약(南京條約, 영어: Treaty of Nanking)은 1840년부터 1842년까지, 2년간 벌어진 제1차 청영 전쟁을 끝내기 위해 1842년 8월 29일 청나라와 영국과의 사이에 맺은 불평등 조약이다. 이 조약으로 인해 홍콩섬이 영국 수중에 넘어갔고, 상하이, 광저우가 개방된 계기가 되었다.

## 배경
제1차 아편 전쟁에서 패한 청나라는 당사자인 영국과 불평등 조약을 맺을 수밖에 없었다. 영국 대표 헨리 포팅어(Henry Pottinger)와 청나라의 전권대사로는 흠차대신 기영(耆英)과 일리부(伊里布)가 참석했다. 1842년 8월 29일, 난징 인근의 장강에 정박 중이던 영국 해군의 전열함 ‘콘월리스 호’ 함상에서 영국의 전권대사 헨리 포팅어와 맺은 조약의 내용은 아래와 같다.

## 내용
1. 양국은 평화, 친목을 유지하며 상호간 재산·생명의 보호를 받는다.
2. 청나라와 영국 두 나라 관리는 대등한 자격으로 교섭을 한다.
3. 홍콩섬을 영국에 할양한다.
4. 광저우, 샤먼, 푸저우, 닝보, 상하이 다섯 개 항구를 개항한다.
5. 개항장에 영국인 가족의 거주를 허가하고, 영사관을 설치한다. (조계를 허용한다.)
6. 전비배상금으로 1,200만 달러와, 몰수당한 아편의 보상금으로 2,100만 달러를 영국에 지불한다.
7. 행상(行商) 즉, 공행(公行)과 같은 독점상인을 폐지한다. 또한 공행이 영국 상인들에게 진 빚에 대한 보상금으로 300만 달러를 지불한다.
8. 수출입 상품에 대한 관세율은 양국이 협의하여 결정한다.

## 결과 및 영향
난징 조약이 1843년 6월 26일에 발효되면서 홍콩을 할양하고, 청은 문호(門戶)를 강제로 개방할 수밖에 없었으며, 톈진, 상하이에 조계를 허용하여 영국과 프랑스를 비롯한 유럽과 미국 열강의 반(半)식민지적 지위로 떨어지게 되는 계기가 되었다.
그 후 서양 열강은 청에 대한 조계 제도를 성립시켜 1844년에 미국도 왕샤조약(望厦條約)을, 프랑스도 황푸조약을 각각 체결했다.
영국의 이러한 오만한 정책과 난징조약을 개정 요구를 하면서까지 더 거센 개방정책은 필수적으로 1857년 제2차 아편 전쟁을 불러올 수밖에 없었다. 결국 영국은 1856년 10월 8일 ‘애로호 사건’을 유발하여 제2차 아편 전쟁을 일으킨다. 이렇게 하여 맺은 톈진 조약은 청의 조계지를 반식민지화시켜, 빈사 상태에 빠진 청을 완전히 침묵시킨다.

## 같이 보기
- 홍콩의 역사
- 존 킹 페어뱅크

## 참고 자료
난징 조약의 후속 조약으로 중국과 각 나라간 다음과 같은 조약이 맺어진다.
- 후먼 조약: 중국-영국, 1843년 10월
- 왕샤 조약: 중국-미국, 1844년 7월 3일
- 황푸 조약: 중국-프랑스, 1844년 10월 24일